# You Could Be Mine
"You Could Be Mine" é uma canção da banda americana de hard rock Guns N' Roses, lançado no álbum Use Your Illusion II em 1991. Apoiada com "Civil War", do mesmo álbum, o single chegou à vigésima nona posição na Billboard Hot 100 chart e na terceira posição no UK Singles Chart.

## História
Ao contrário da crença popular, "You Could Be Mine" não foi exclusivamente escrita para fazer parte da trilha sonora do filme Exterminador do Futuro 2. Parte do refrão da canção, ("With your bitch slap rappin' and your cocaine tongue you get nothin' done") já havia aparecido no encarte do primeiro disco da banda, Appetite For Destruction, de 1987. Ou seja, a música já estava passando por uma pré-produção desde os primórdios da banda, anos antes do lançamento para o filme Exterminador do Futuro 2. Entretanto, em 1991, James Cameron decidiu contratar o Guns N' Roses para fazer parte da trilha sonora do filme, e a banda resolveu usar "You Could Be Mine" para tal. A música foi tocada durante os créditos finais de Exterminador do Futuro 2 e pôde ser ouvida no filme em si, durante cenas iniciais com John Connor.

## Videoclipe
O ator Arnold Schwarzenegger aparece no videoclipe, interpretando o Exterminador, que invade um show do Guns com a missão de assassinar Axl Rose. Ao final do clipe, na saída do show o Exterminador se encontra com a banda, e avalia individualmente cada membro. Ao chegar na vez de Axl, seu sistema avalia que matá-lo seria "Desperdício de Munição", e logo em seguida, vai embora. O videoclipe foi dirigido por Jeffrey Abelson, e logo alcançou um grande sucesso entre os fãs. No final de 1991, a MTV colocou-o em primeiro lugar no Top 100 vídeos daquele ano. Entretanto, como o videoclipe mostra trechos do filme, não pôde ser colocado no DVD Welcome to the Videos devido a problemas com o licenciamento.

## Créditos
- Axl Rose – vocais, produção
- Izzy Stradlin – guitarra rítmica, backing vocals, produção
- Slash – guitarra solo, produção
- Duff McKagan – baixo, backing vocals, produção
- Matt Sorum – bateria, produção